# Cheddi Jagan

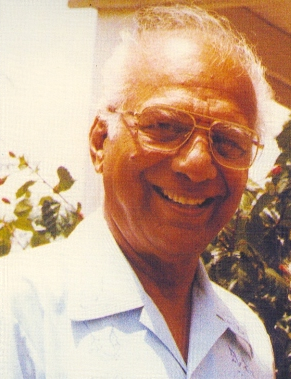
Cheddi Berret Jagan

Cheddi Berret Jagan (* 22. März 1918; † 6. März 1997) war Ministerpräsident (1957–1964) und Staatspräsident (1992–1997) von Guyana.
Als Sohn indischer Immigranten und Plantagenarbeiter absolvierte er die Queen's College High School in Georgetown. Später studierte er an der Howard Dental School in Washington, D.C. und an der Northwestern University in Chicago, bevor er 1943 nach Guyana zurückkehrte. Über die dortigen Zustände erschrocken, gründete der Kieferchirurg 1950 gemeinsam mit seinem späteren Rivalen Forbes Burnham die sozialistisch orientierte People's Progressive Party (PPP). Er wurde 1947 in die koloniale Legislative gewählt und war kontroverser Führer der guyanischen Regierung in den späten 1950er und frühen 1960er Jahren.
Zwar gewann Jagan die kolonial beaufsichtigten Wahlen von 1953, aber Großbritannien entsandte Truppen, weil man ihm Verbindungen zur Sowjetunion anlastete. Nach 133 Tagen im Amt trat Jagan als Premierminister zurück. Daraufhin setzte Großbritannien die Verfassung außer Kraft und ernannte eine Übergangsregierung. Jagans Bewegungsfreiheit wurde von 1954 bis 1957 auf Georgetown eingeschränkt.
Nach einem Wahlsieg seiner Partei wurde Jagan 1961 erneut Premierminister. Er förderte die Gewerkschaftsbewegung, verbesserte das Bildungssystem und die Infrastruktur des Landes. Mit dieser sozialreformerischen und zudem antikolonialen Politik zog er sich allerdings sowohl die Ungnade der Briten wie der Nordamerikaner zu. Die CIA begann, Misstrauen und Unruhe im Land zu säen. Als die PPP bei den Wahlen vom Dezember 1964 mit 46 Prozent gleichwohl den größten Stimmanteil verbucht hatte, beauftragte der britische Gouverneur kurzerhand Burnham mit der Regierungsbildung, womit Jagan ausgeschaltet war. In Tim Weiners CIA: Die ganze Geschichte heißt es dazu:

„Am 15. August 1962 beschlossen Präsident Kennedy, [CIA-Chef] McCone sowie der nationale Sicherheitsberater McGeorge Bundy, dass es an der Zeit sei, die Sache zu einer Entscheidung zu bringen. Kennedy initiierte eine mit zwei Millionen Dollar ausgestattete Kampagne, mit deren Hilfe Jagan schließlich aus dem Amt gejagt wurde. Dem britischen Premierminister Harold MacMillan gegenüber erklärte Kennedy später: Lateinamerika war die gefährlichste Gegend der Welt. Hätten wir einen kommunistischen Staat in Britisch-Guyana gehabt, dann wäre die unmittelbare Folge gewesen (…), dass in den Vereinigten Staaten ein zwingender Druck im Sinne eines Militärschlags gegen Kuba entstanden wäre.“

1992 gelang Jagan ein „Comeback“: Er wurde zum Präsidenten gewählt. Allerdings hatte er inzwischen mit allen sozialistischen Orientierungen gebrochen und machte sich für Deregulierung im Sinne freier Marktwirtschaft stark. Fünf Jahre später starb Jagan in Washington, D.C. an einem Herzinfarkt.
Jagan war seit 1943 mit Janet Rosenberg verheiratet, ehemaliges Mitglied einer kommunistischen Jugendorganisation, mit der er zwei Kinder hatte. Janet Jagan trat in die Fußstapfen ihres Mannes und übernahm die Ämter der Premierministerin und Präsidentin im Jahre 1997. Gegen die Tochter der beiden PPP-Politiker, Nadira Jagan-Brancier, wurden Korruptionsvorwürfe erhoben. Der Sohn, Cheddi Jagan jun., unterstützt den aktuellen Präsidentschaftskandidaten der PPP.
Als bedeutender politischer Autor und Redenschreiber hinterließ Jagan auch einige Bücher, darunter Forbidden Freedom: The Story of British Guiana, The West On Trial: My Fight for Guyana's Freedom und The USA in South America. In der Hauptstadt Georgetown ist dem Ex-Präsidenten ein eigenes Museum gewidmet. Zudem trägt der internationale Flughafen von Guyana, rund 40 km südlich der Hauptstadt gelegen, Jagans Namen.